# Amata trifenestrata
Amata trifenestrata là một loài bướm đêm thuộc phân họ Arctiinae, họ Erebidae.